# AVN Adult Entertainment Expo
L'AVN Adult Entertainment Expo (AEE) és una convenció d'entreteniment per a adults i una fira comercial que se celebra cada gener a  Las Vegas, Nevada i està patrocinat per la revista AVN. L'AEE és la fira de la indústria de la pornografia més gran dels Estats Units. L'AVN Expo de 2007 va comptar amb més de 30.000 assistents, que van incloure 355 empreses expositores.

## Descripció
L'AEE és un espectacle de quatre dies que combina esdeveniments només per a la indústria amb horaris oberts per als aficionats que busquen autògrafs, oportunitats per fer fotos i souvenirs. Els dos primers dies són "Només per al comerç" (amb accés limitat a la gent de la indústria del sexe), i la resta de l'espectacle inclou hores d'obertura per als fans. Un dels aspectes principals de l'AEE és que la majoria dels principals estrelles d'entreteniment per a adults fan aparicions. Els Premis AVN es presenten a la nit de cloenda de l'espectacle. L'espectacle del 2018 es va celebrar del 24 al 27 de gener.

## Història

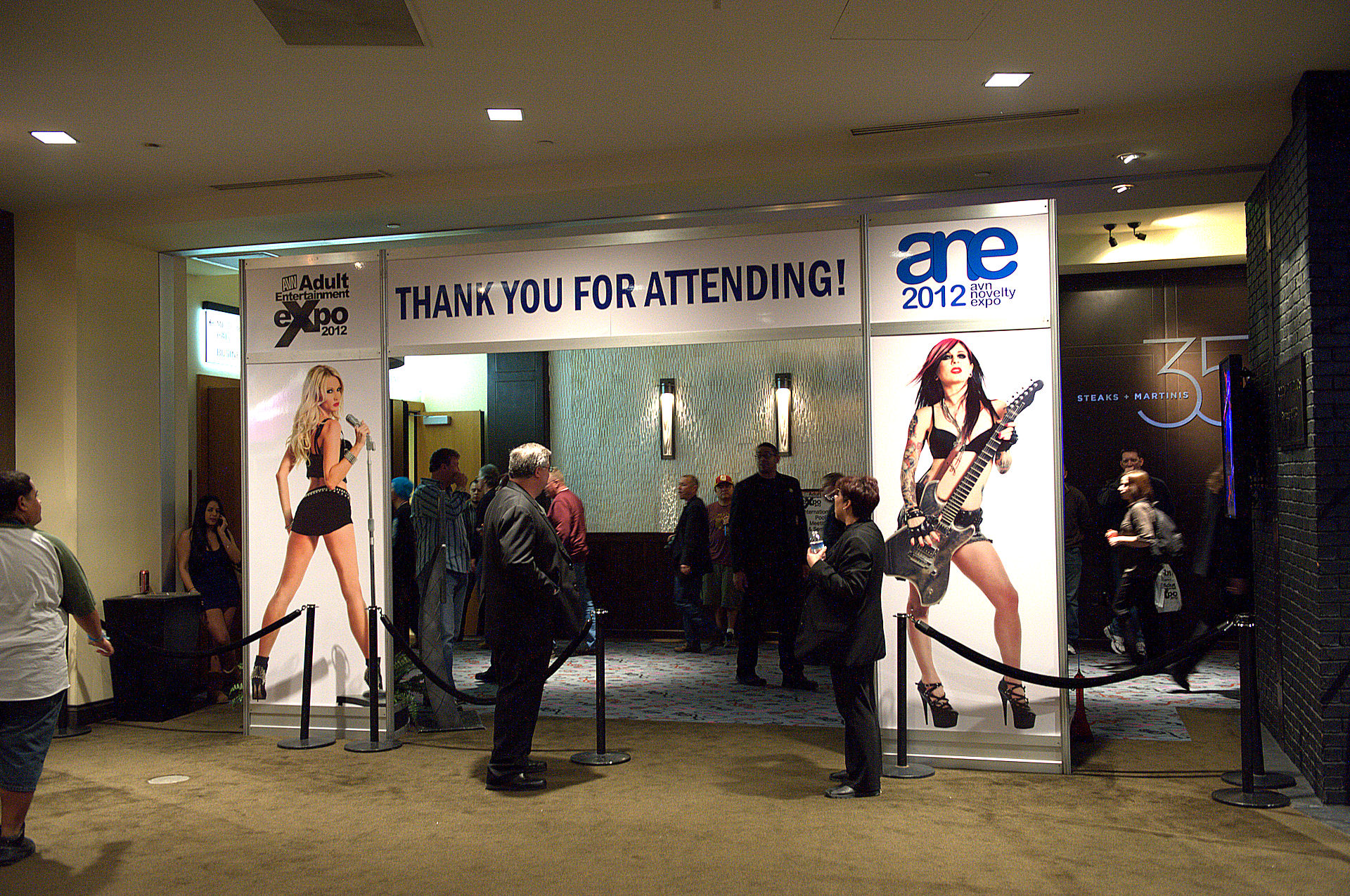
29è Premis AVN a l'AEE Expo de 2012

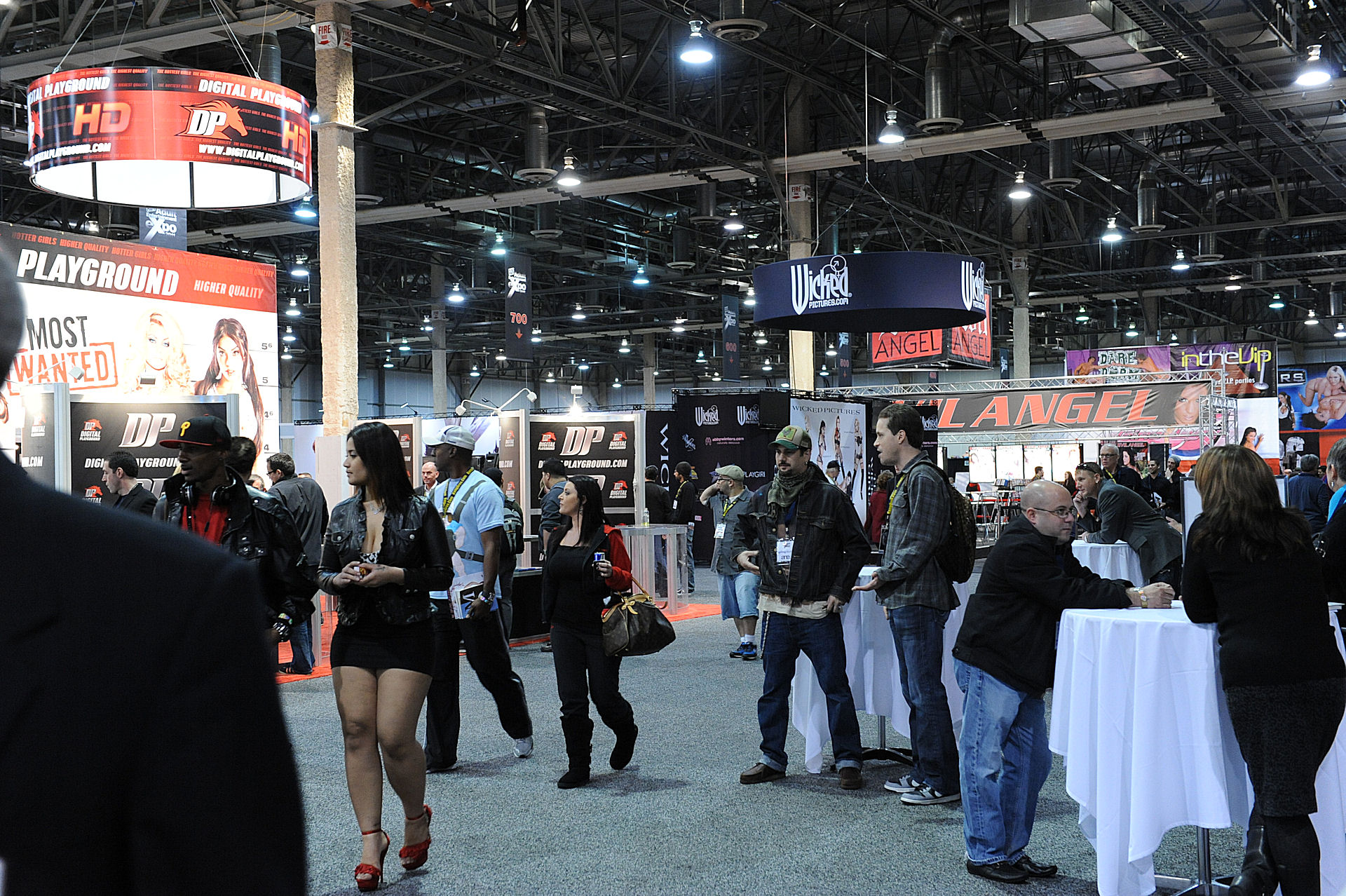
Exposició de 2011

Fins al 2012, l'AEE se celebrava habitualment al Sands Expo and Convention Center en competència amb el Consumer Electronics Show (CES). El 2012, l'AEE es va celebrar al Hard Rock Hotel and Casino de Las Vegas del 18 al 21 de gener, una setmana després del CES 2012 per ajudar els expositors a minimitzar les despeses de viatge i a maximitzar les oportunitats de xarxa.
El 2013, la 15a AEE anual es van celebrar novament al Hard Rock Hotel and Casino de Las Vegas, i la AEE de 2014 es van celebrar del 15 al 18 de gener al Hard Rock Hotel and Casino de Las Vegas, igual que l'AEE 2015.

## Cobertura
L'AEE i els premis són el tema de l'article de David Foster Wallace "Neither Adult nor Entertainment", publicat a Premiere, i posteriorment reimprès i ampliat com "Big Red Son", el primer assaig de la seva col·lecció Consider the Lobster. L'AEE de 2003 es va rodar com a part de la producció de la pel·lícula de 2004 The Girl Next Door.